# العلاقات البحرينية المالديفية
العلاقات البحرينية المالديفية هي العلاقات الثنائية التي تجمع بين البحرين والمالديف.

## مقارنة بين البلدين
هذه مقارنة عامة ومرجعية للدولتين:
| وجه المقارنة                                              | البحرين       | المالديف       |
| --------------------------------------------------------- | ------------- | -------------- |
| المساحة (كم2)                                             | 765           | 298            |
| عدد السكان (نسمة)                                         | 1.49 مليون    | 436.33 ألف     |
| الكثافة السكانية (ن./كم²)                                 | 194.77 ألف    | 146.42 ألف     |
| العاصمة                                                   | المنامة       | ماليه          |
| اللغة الرسمية                                             | اللغة العربية | اللغة الديفهي  |
| العملة                                                    | دينار بحريني  | روفيه مالديفية |
| الناتج المحلي الإجمالي (بليون دولار)                      | 35.31 مليار   | 4.60 مليار     |
| الناتج المحلي الإجمالي (تعادل القوة الشرائية) بليون دولار | 64.16 مليار   | 5.23 مليار     |
| الناتج المحلي الإجمالي الاسمي للفرد دولار أمريكي          | 22.60 ألف     | 8.39 ألف       |
| الناتج المحلي الإجمالي للفرد دولار أمريكي                 | 45.50 ألف     | 12.53 ألف      |
| مؤشر التنمية البشرية                                      | 0.824         | 0.706          |
| رمز المكالمات الدولي                                      | +973          | +960           |
| رمز الإنترنت                                              | .bh           | .mv            |
| المنطقة الزمنية                                           | ت ع م+03:00   | ت ع م+05:00    |

## منظمات دولية مشتركة
يشترك البلدان في عضوية مجموعة من المنظمات الدولية، منها:
| علم المنظمة | اسم المنظمة                        | تاريخ انضمام البحرين | تاريخ انضمام المالديف |
| ----------- | ---------------------------------- | -------------------- | --------------------- |
|             | يونسكو                             | 18 يناير 1972        | 18 يوليو 1980         |
|             | وكالة ضمان الاستثمار متعدد الأطراف | 12 أبريل 1988        | 19 مايو 2005          |
|             | الأمم المتحدة                      | 21 سبتمبر 1971       | 21 سبتمبر 1965        |
|             | الاتحاد البريدي العالمي            | ?                    | ?                     |
|             | البنك الدولي للإنشاء والتعمير      | 15 سبتمبر 1972       | 13 يناير 1978         |
|             | منظمة التعاون الإسلامي             | ?                    | ?                     |
|             | منظمة حظر الأسلحة الكيميائية       | ?                    | ?                     |
|             | مؤسسة التمويل الدولية              | 22 سبتمبر 1995       | 2 فبراير 1983         |
|             | الاتحاد الدولي للاتصالات           | 1975                 | 28 فبراير 1967        |
|             | منظمة التجارة العالمية             | ?                    | ?                     |
|             | منظمة الشرطة الجنائية الدولية      | ?                    | ?                     |

## وصلات خارجية
- موقع وزارة الخارجية البحرينية
- موقع وزارة الخارجية المالديفية